# St. Johannes (Pfützthal)

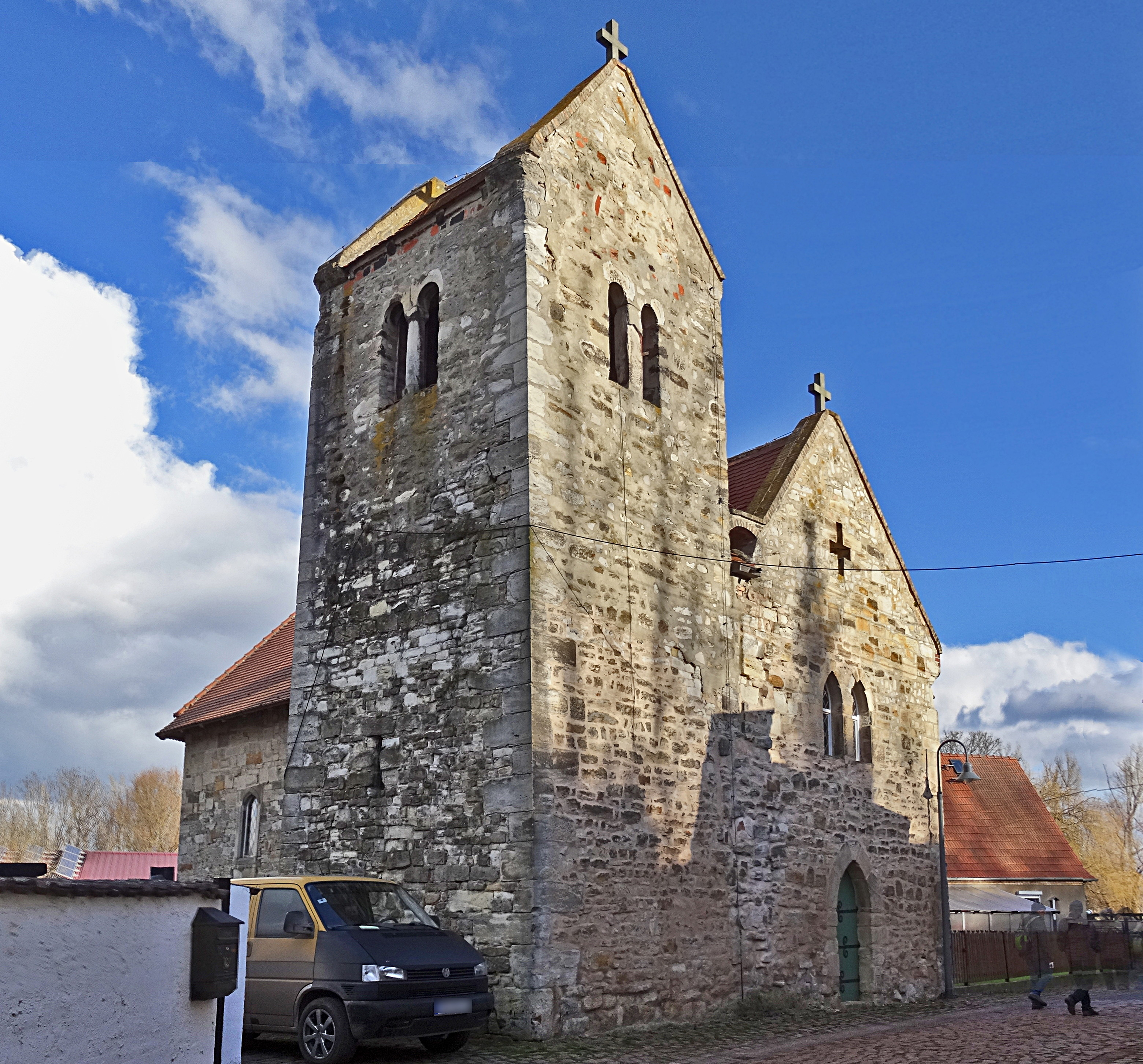
St. Johannes in Pfützthal

St. Johannes ist eine denkmalgeschützte evangelische Kirche des Ortes Pfützthal des Ortsteiles Salzmünde der Einheitsgemeinde Salzatal in Sachsen-Anhalt. Im örtlichen Denkmalverzeichnis ist sie unter der Erfassungsnummer 094 55324 als Baudenkmal verzeichnet. Sie gehört zum Pfarrbereich Müllerdorf im Kirchenkreis Halle-Saalkreis der Evangelischen Kirche in Mitteldeutschland.

## Geschichte und Architektur
Nach Aufzeichnungen aus dem 16. Jahrhundert war die Kirche früher eine Pfarrkirche und der heiligen Katharina geweiht. 
Das heute Johannes dem Evangelisten geweihte romanische Sakralgebäude, ein einschiffiger Bruchsteinbau mit dreiseitigem Chorabschluss, ist mit seinem Kirchturm an der Nordwestecke des Kirchenschiffes ein eher untypischer Kirchenbau für diese Gegend. Der Kirchturm ist weitgehend noch im ursprünglichen Zustand, wohingegen das Kirchenschiff zwischen den Jahren 1688 und 1697 verändert wurde. Wahrscheinlich wurde die Kirche während des Dreißigjährigen Krieges beschädigt. 

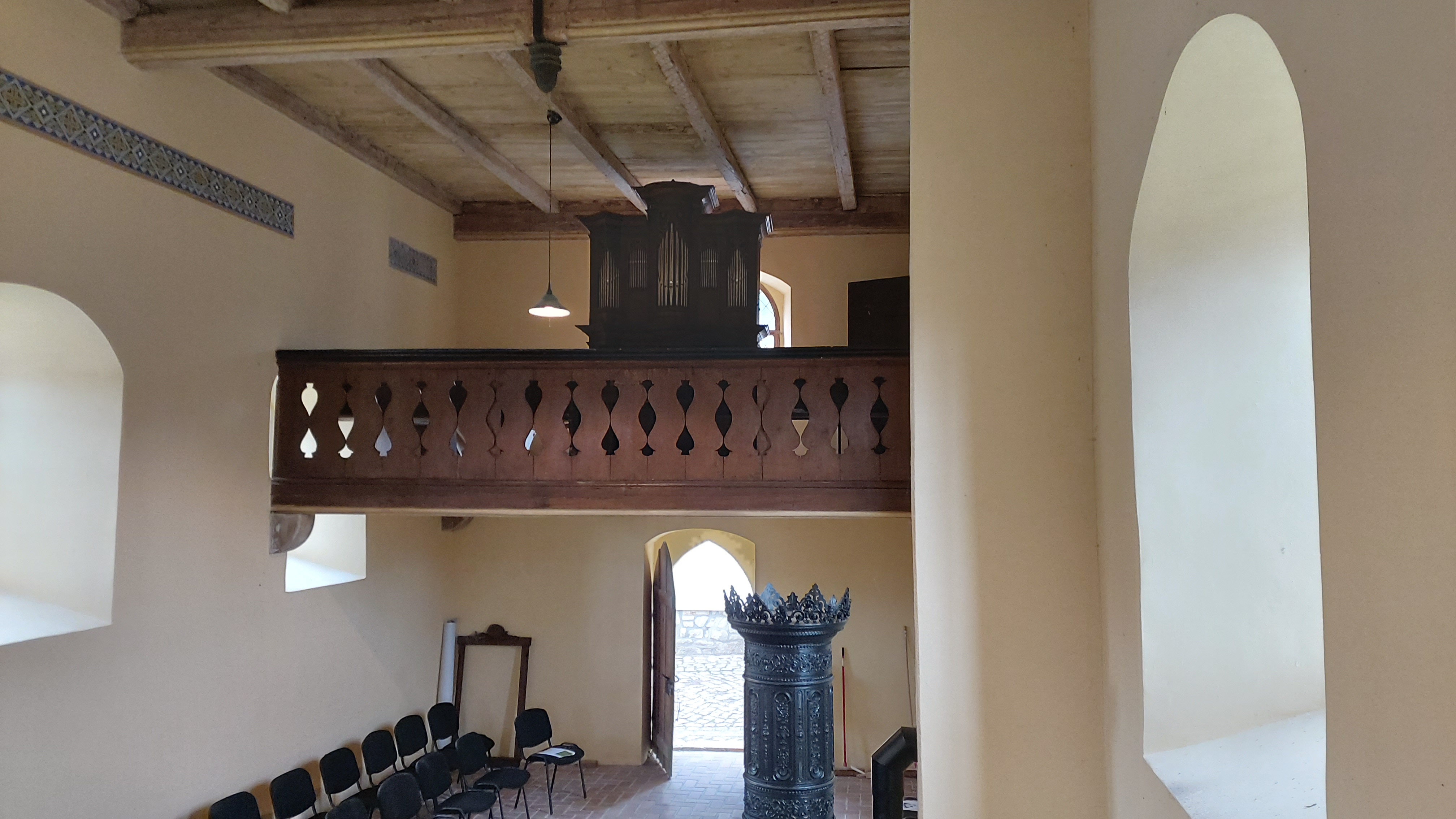
Blick nach Westen zur Orgel

Ein weiterer Umbau fand im Jahr 1848 durch Friedrich August Ritter statt. Dabei wurde das romanische Portal mit einem ursprünglich reichen Tympanon an die Ostseite des Turms versetzt. Das heutige Kirchenschiff ist im Süden romanisch, im Hauptteil barock und im Westen neogotisch geprägt.

## Ausstattung
Die Sandsteintaufe in gedrungener Kelchform ist um 1200 entstanden. 
Der Altaraufsatz aus Sandstein von 1708 stammt von Gottfried Ermrich; im Aufsatz ein Relief des Auferstandenen zwischen zwei Putti; weiterhin ein Kreuzigungsbild des späten 19. Jahrhunderts zwischen Sakramentsengeln und Pilastern mit Fruchtgewinden. Rückseitig befinden sich Inschriften, die sich auf den Bau und den Altar beziehen. 
Die von Holzbildhauer Gustav Kuntzsch, Wernigerode, geschaffene Kanzel und die Orgel stammen aus dem 19. Jahrhundert, wobei die 1878 auf der Westempore eingebaute Orgel mit fünf Registern aus dem Jahr 1776 seinerzeit von einem unbekannten thüringischen Orgelbauer für einen nicht bekannten Standort geschaffen wurde.
Die Glocke im Turm wurde durch den sog. Halleschen Gießer erschaffen und entstand um 1500. Sie läutet heute elektrifiziert an einem geraden Holzjoch. Ein zweites Gefach im Glockenstuhl ist leer, die Glockenstube besitzt keine Schallfenster.